# Barbula subgracilis
Barbula subgracilis är en bladmossart som beskrevs av C. Müller och Kindberg in Macoun 1892. Barbula subgracilis ingår i släktet neonmossor, och familjen Pottiaceae. Inga underarter finns listade i Catalogue of Life.